# Danielle Mason
Danielle Mason (* 1983) ist eine neuseeländische Theater- und Filmschauspielerin.

## Leben
Ab 1997 besuchte Mason die University of Waikato und machte dort ihren Bachelor of Arts. 2002 schloss sie die Toi Whakaari: NZ Drama School mit dem Bachelor of Performing and Screen Arts ab. Ihre erste Rolle hatte Mason in zwei Episoden der Fernsehserie Revelations. 2004 erhielt sie den Chapman Tripp Theatre Preis in den Kategorien Best Female Newcomer und Outstanding Performance. Größere Beachtung erhielt sie durch ihre Rolle in dem Horrorfilm Black Sheep. In den Filmen Der Hobbit: Eine unerwartete Reise und Der Hobbit: Smaugs Einöde war sie das Double von Cate Blanchett in der Rolle der Galadriel. 2019 hatte sie eine Besetzung in einer Episode der Soap Shortland Street.

## Filmografie
- 2002: Revelations (Fernsehserie, 2 Episoden)
- 2003: The Strip (Fernsehserie, Episode 2x13)
- 2004: Kerosene Creek (Kurzfilm)
- 2004: Futile Attraction
- 2006: Black Sheep
- 2011: My Wedding and Other Secrets
- 2012: Go Girls (Fernsehserie, Episode 4x08)
- 2013: Nothing Trivial (Fernsehserie, 2 Episoden)
- 2013–2016: High Road (Mini-Fernsehserie, 7 Episoden)
- 2017: Wilde Ride (Fernsehserie, 6 Episoden)
- 2018: James Patterson's Murder Is Forever (Fernsehserie, Episode 1x02)
- 2018: Dead Ringer
- 2019: Shortland Street (Fernsehserie, Episode 28x6800)

## Theatergrafie
- 2000: A Dolls House (NZDS)
- 2000: Miss Julie (NZDS)
- 2001: A Brief Case (NZDS)
- 2001: Who Needs a Vespa (NZDS)
- 2001: Orpheus Descending (NZDS)
- 2001: Southern Lights (NZDS)
- 2002: Salt (NZDS)
- 2002: Road (NZDS)
- 2002: One for the Road (NZDS)
- 2003: Fond Love and Kisses (Downstage Theatre)
- 2003: Private Lives (Downstage Theatre)
- 2004: Collected Stories (Circa Theatre)
- 2004: The Shape of Things (Circa Theatre)
- 2005: Lulu (Fortune Theatre in Dunedin)
- 2005: An Inspector Calls (Circa Theatre)
- 2005: The Remedy Syndrome (Bats and Circa Theatre)
- 2005: Finding Willy (Bats and Circa Theatre)
- 2006: Dinner (Circa Theatre)
- 2006: Dracula (Downstage Theatre)
- 2006: Hitchcock Blonde (Fortune Theatre)
- 2007: The Winslow Boy (Circa Theatre)
- 2007: Finding Murdoch (Downstage Theatre)
- 2007: Uncle Vanya (Circa Theatre)
- 2008: Love Song (Circa Theatre)
- 2008: Rabbit (Circa Theatre)
- 2008: Some Girls (Circa Theatre)
- 2009: My First Time (Fortune Theatre)
- 2009: Betrayal (Circa Theatre)
- 2010: My First Time (Circa Theatre)
- 2010: Mauritius (Circa Theatre)
- 2011: The Motorcamp (Circa Theatre)
- 2011: Salon (Circa Theatre)
- 2012: Clybourne Park (Circa Theatre)
- 2012: The Motorcamp (Circa Theatre)
- 2012: The Motorcamp (Centrepoint Theatre)
- 2016: The Streaker (Centrepoint Theatre)
- 2016: Stage Kiss (Circa Theatre)
- 2017: The Father (Circa Theatre)
- 2019: Middle Age Spread (Centrepoint Theatre)